# Cumulonimbus flammagenitus

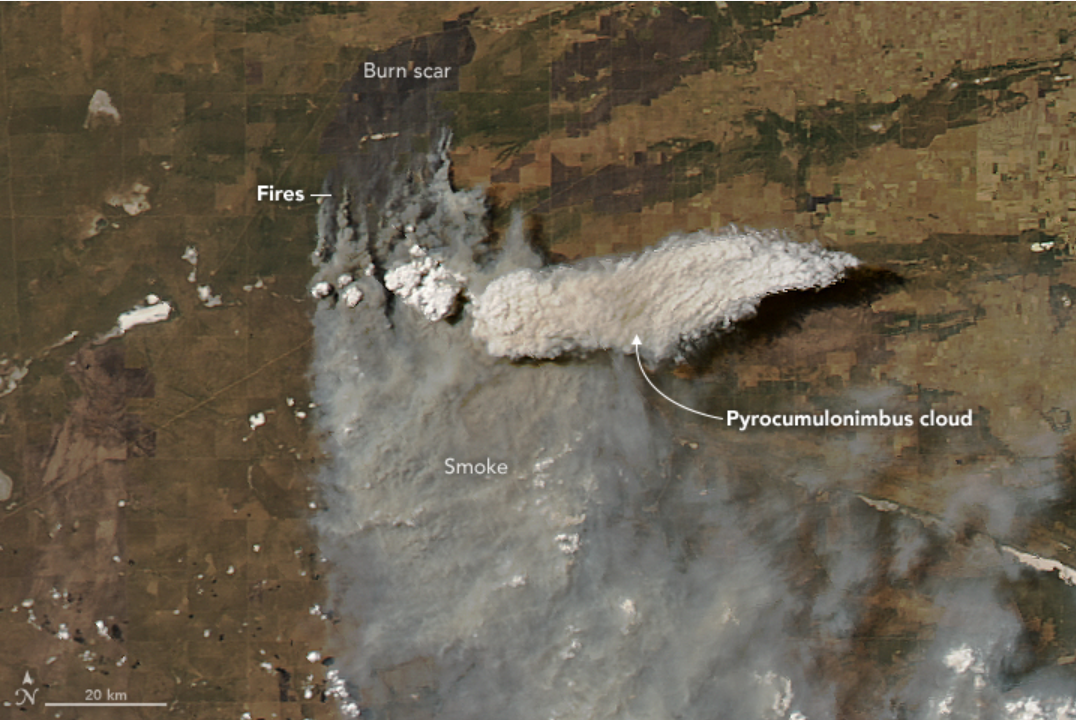
Satellietbeeld van een pyrocumulonimbus-wolkenformatie boven Argentinië in 2018

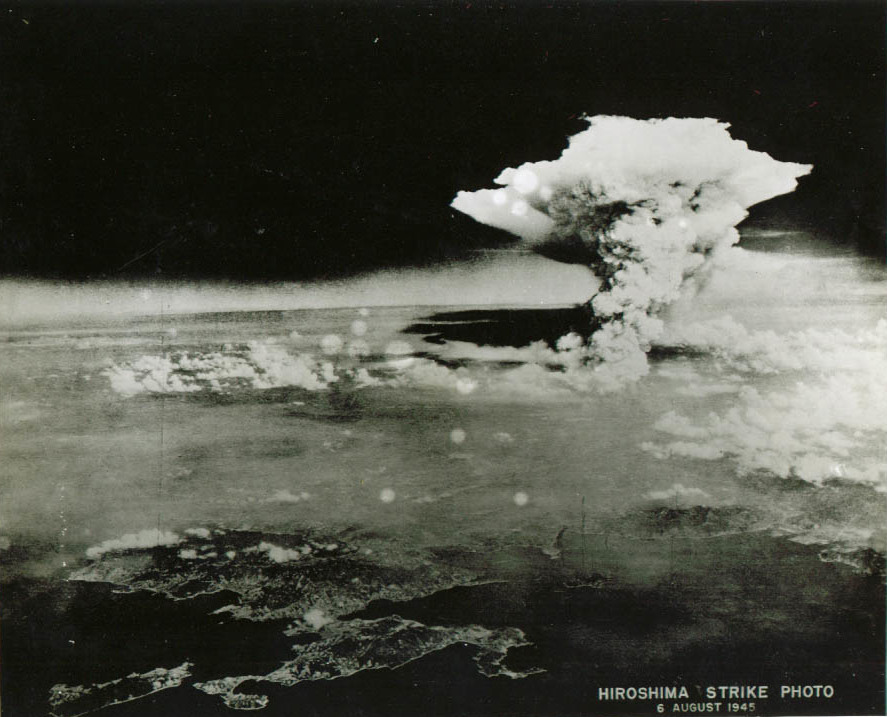
Decennialang werd deze foto van de "Hiroshima-aanval" verkeerd geïdentificeerd als de paddenstoelwolk van de atoombom die op 6 augustus 1945 viel. Vanwege de veel grotere hoogte werd het beeld echter in maart 2016 geïdentificeerd als de pyrocumulonimbuswolk, een brand die zijn piekintensiteit ongeveer drie uur na de bom bereikte.

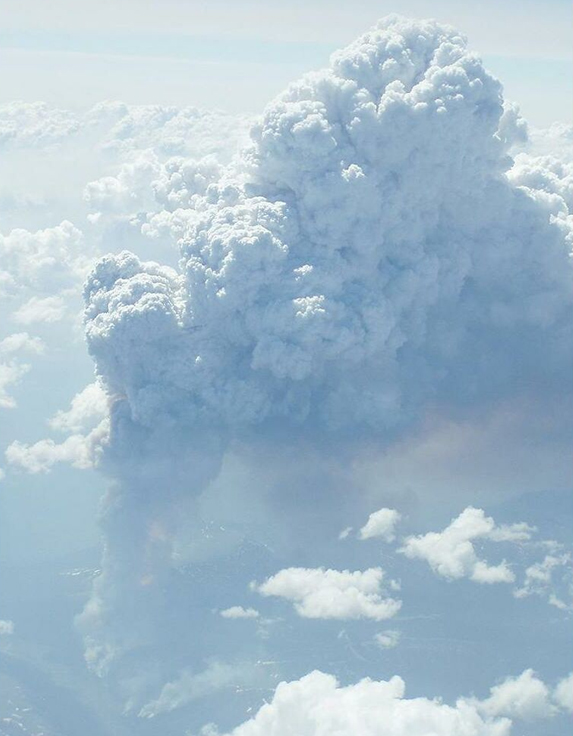
Afbeelding van een pyrocumulonimbus-wolk, genomen vanuit een commercieel vliegtuig dat op ongeveer 10 km hoogte vliegt.

Cumulonimbus flammagenitus (CbFg), ook bekend als pyrocumulonimbus (pyroCb, pyrCb), is een soort cumulonimbuswolk die zich vormt boven een warmtebron, zoals een natuurbrand of vulkaanuitbarsting, en kan soms zelfs het vuur doven dat het heeft gevormd. Het is de meest extreme manifestatie van een flammagenituswolk. Volgens de verklarende woordenlijst van de American Meteorological Society is een flammagenitus "een cumuluswolk gevormd door stijgende warmte van een brand of versterkt door drijvende pluimemissies van een industrieel verbrandingsproces." Analoog aan het meteorologische onderscheid tussen cumulus en cumulonimbus, is de CbFg een door brand veroorzaakte of veroorzaakte convectieve wolk, zoals een flammagenitus, maar met een aanzienlijke verticale ontwikkeling. De CbFg bereikt de bovenste troposfeer of zelfs de lagere stratosfeer en kan neerslag bevatten (hoewel meestal licht), hagel, bliksem, extreme lage wind, en in sommige gevallen zelfs tornado's. De gecombineerde effecten van deze fenomenen kunnen een sterk verhoogde brandverspreiding veroorzaken en naast 'normale' branden directe gevaren op de grond veroorzaken.
De CbFg werd voor het eerst geregistreerd in verband met vuur na de ontdekking in 1998 dat extreme manifestaties van deze pyroconvectie directe injectie van grote hoeveelheden rook van een vuurstorm in de lagere stratosfeer veroorzaakten. De aerosol van rook die CbFg-wolken bevat, kan weken aanhouden en daarmee zonlicht op grondniveau verminderen op dezelfde manier als het 'nucleaire winter'-effect.
In 2002 hebben verschillende detectie-instrumenten alleen al in Noord-Amerika 17 verschillende CbFg gedetecteerd.

## Naamgeving
Alternatieve spellingen en afkortingen voor cumulonimbus flammagenitus die in de literatuur gevonden kunnen worden, omvatten Cb-Fg, pyrocumulonimbus, pyro-cumulonimbus, pyroCb, pyro-Cb, pyrocb en vulkanische cb, die zich hebben ontwikkeld onder verschillende gespecialiseerde groepen. In de media en in openbare communicatie worden door brand aangedreven voorbeelden vaak aangeduid als branden die 'hun eigen weer maken'.
De Wereld Meteorologische Organisatie erkent CbFg niet als een afzonderlijk wolkentype, maar classificeert het in plaats daarvan eenvoudig als de cumulonimbusvorm van de flammagenituswolk, en gebruikt Latijn als de basistaal voor wolknamen ('pyro' is van Griekse oorsprong). Dit werd geformaliseerd in de update van 2017 van de Internationale Wolkenatlas, waarin staat dat elke Cumulonimbus waarvan duidelijk wordt vastgesteld dat deze is ontstaan als gevolg van gelokaliseerde natuurlijke warmtebronnen, zal worden geclassificeerd door elke geschikte soort, variëteit en aanvullend kenmerk, gevolgd door flammagenitus.

## Opmerkelijke gebeurtenissen

### Hiroshima-vuurstorm, Japan (1945)
Op 6 augustus 1945 werd een intense cumulonimbusachtige wolk boven Hiroshima gefotografeerd, lang nadat de door de atoombom gegenereerde wolk was verdwenen. De wolk was een gevolg van de vuurstorm die toen de stad had overspoeld. Ongeveer 70.000-80.000 mensen, op dat moment ongeveer 30% van de bevolking van Hiroshima, werden gedood door de ontploffing en de daaruit voortvloeiende vuurstorm.

### Pinatubo-vuurstorm, Filipijnen (1991)
Vulkanische uitbarstingspluimen worden in het algemeen niet behandeld als CbFg, hoewel ze grotendeels convectief worden aangedreven en voor zwakkere uitbarstingen kan de hoogte aanzienlijk worden verbeterd in convectief onstabiele omgevingen. Enkele maanden na de uitbarsting van de Mount Pinatubo in de Filipijnen in 1991, hebben meteorologische waarnemers van het Amerikaanse leger echter waargenomen wat zij 'vulkanische onweersbuien' noemden die zich in de buurt van de top vormden: stapelwolkencomplexen gevormd bij de top van de aspluim die zich vaak ontwikkelde tot cumulonimbuswolken (onweersbuien). De onweersbuien dreven vaak weg van hun brongebied aan de bovenkant van de pluim en produceerden soms aanzienlijke hoeveelheden plaatselijke regenval, "modderval" en asval. Ze merkten ook op dat er onweer ontstond boven hete stromen en secundaire explosies, zelfs in afwezigheid van enige uitbarsting. Verder onderzoek bevestigde dat de vulkaan de convectieve omgeving duidelijk had verbeterd, waardoor gemiddeld eerder op de dag en betrouwbaarder onweersbuien werden gevormd dan in de omliggende gebieden, en dat de aanwezigheid van vulkanische as in wolkentoppen in de bovenste troposfeer in ten minste één geval kon worden afgeleid uit satellietbeelden.

### Canberra-vuurstorm, Australië (2003)
Op 18 januari 2003 werd tijdens de Canberra-bosbranden in het Australische Canberra, een reeks CbFg-wolken gevormd uit een ernstige natuurbrand. Dit resulteerde in een grote vuurtornado, beoordeeld als F2 op de schaal van Fujita: de eerste bevestigde gewelddadige vuurtornado. De tornado en het bijbehorende vuur doodden 4 mensen en verwondden 492 mensen.

### Zwarte zaterdag, Australië (2009)
Op 7 februari 2009 doodden bosbranden 173 personen, verwoestten meer dan 2000 huizen, verbrandden meer dan 450.000 hectare en resulteerden in verliezen van meer dan vier miljard Australische dollars in in de Australische deelstaat Victoria. Meerdere vuurpluimen produceerden een aantal verschillende CbFg, waarvan sommige op die dag een hoogte van 15 kilometer bereikten en een grote hoeveelheid bliksem produceerden.

### Vuurtornado met bosbranden, Australië (2019)
Op 30 december 2019 werden tijdens de natuurbranden van 2019-2020 twee brandweervoertuigen vernietigd door wat werd beschreven als een 'brandtornado' afkomstig van een actieve cumulonimbus flammagenitus-wolk in de buurt van het Australische Jingellic in New South Wales, op een dag waarop meerdere CbFg werden geregistreerd in de aangrenzende staat Victoria tot een hoogte van minimaal 16 kilometer. Een van deze voertuigen woog tussen 8 en 12 ton. Het incident resulteerde in een dodelijke afloop en verwondingen van twee anderen.